# DSB S (II) 1
Der dänische DSB S (II) 1 wurde 1937 als Salonwagen für König Christian X. in Dienst gestellt. Es steht heute im Dänischen Eisenbahnmuseum in Odense.

## Geschichte

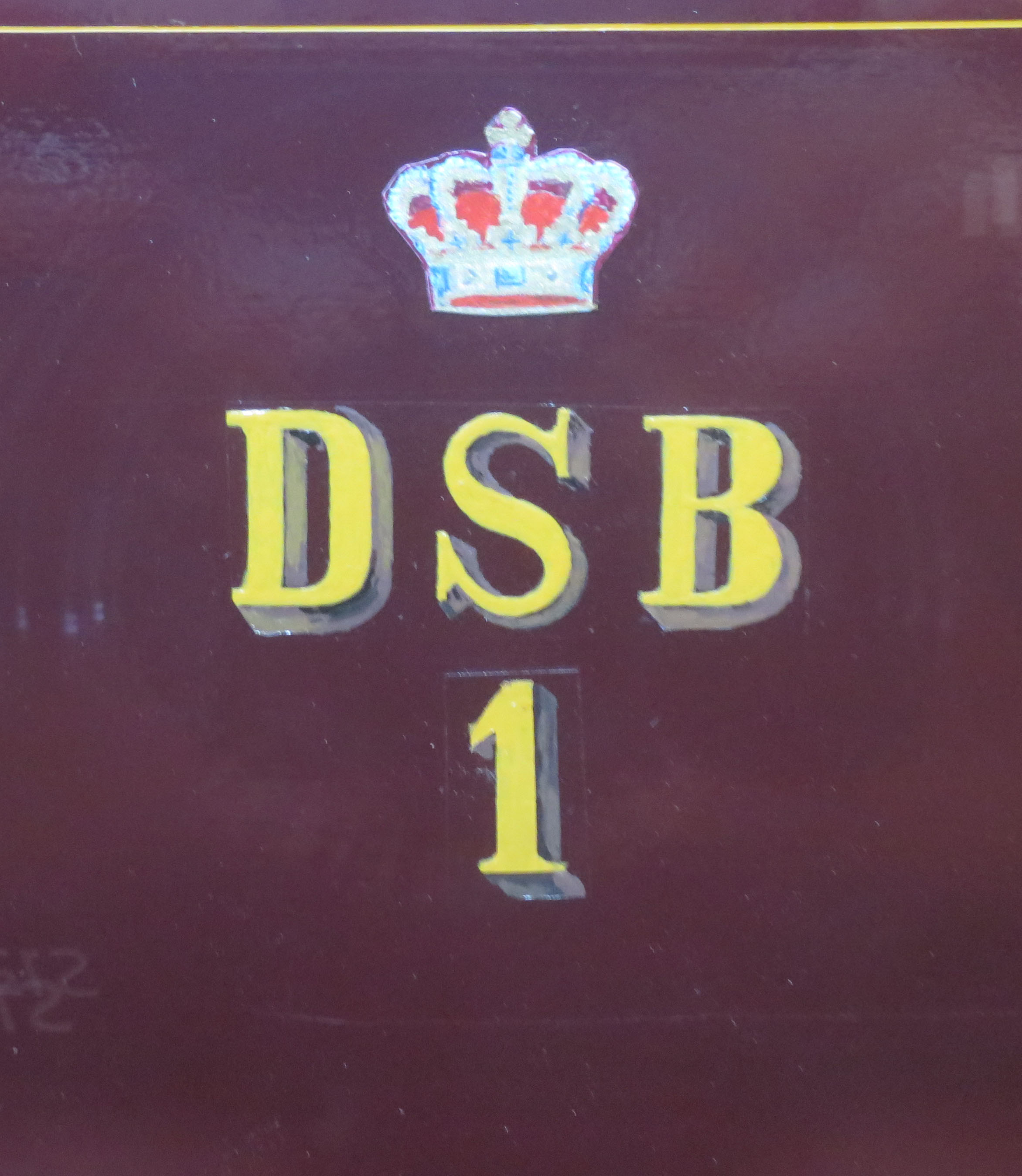

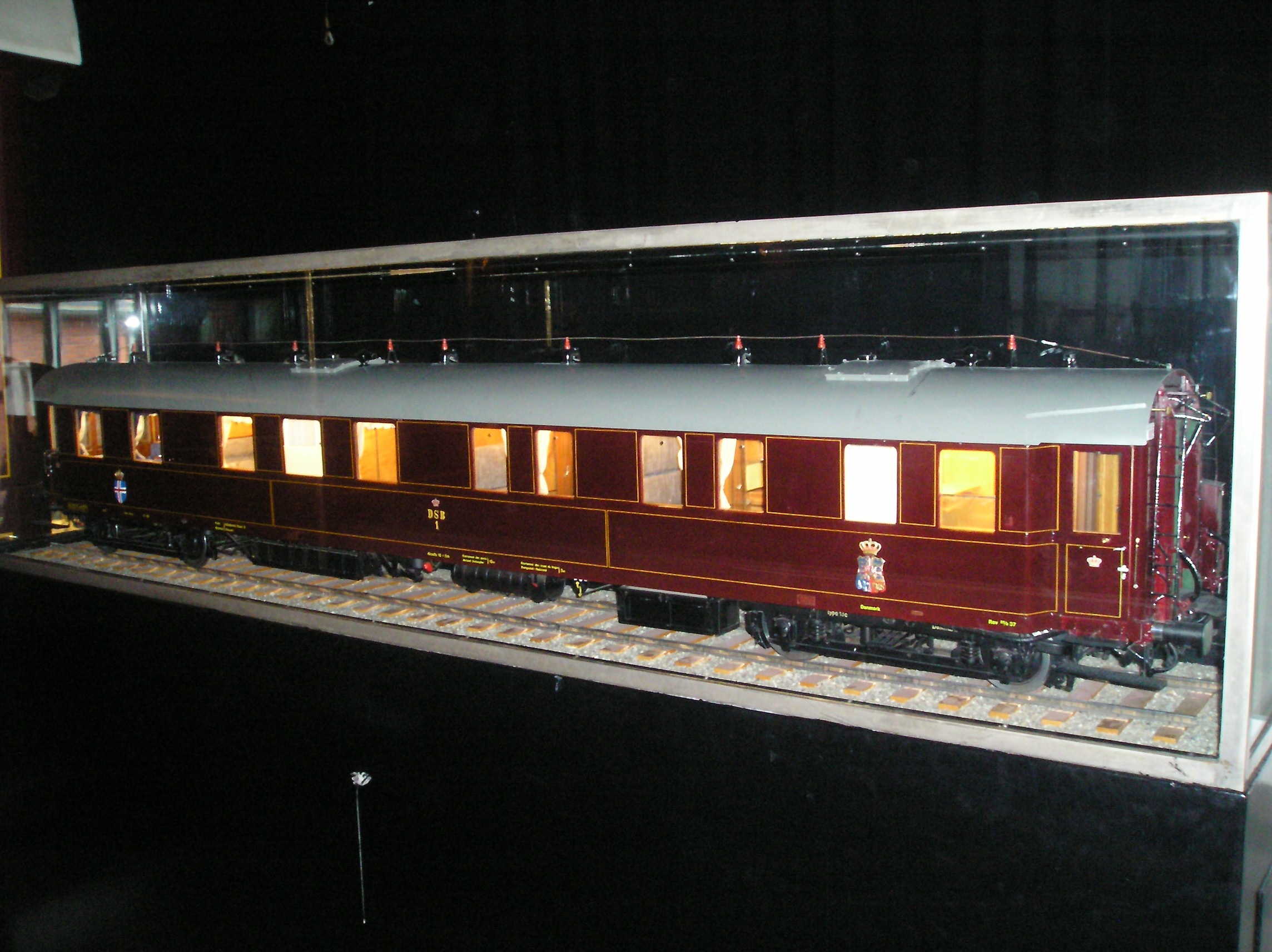
Modell des S (II) 1 im Eisenbahnmuseum in Odense

Das Vorgängerfahrzeug, der königliche Salonwagen Salonwagen S 8, stammte aus dem Jahr 1900, war Ende der 1930er Jahre technisch veraltet und sollte ersetzt werden. Der eisenbahnbegeisterte Kronprinz Frederik beteiligte sich an dem Projekt 1936 mit einer Entwurfsskizze, von der die endgültige Ausführung aber erheblich abweicht. Einfluss auf die Innengestaltung übte Königin Alexandrine aus. Der Wagen wurde bei Scandia A/S in Randers gebaut und das Fahrzeug am 22. September 1937 in Dienst gestellt. Es diente nach König Christian X. noch König Frederik IX. und Königin Margrethe II.
Schon am 26. September 1937 nutzte König Christian X. seinen neuen Salonwagen in dem Zug, mit dem die Storstrømsbrücke eingeweiht wurde. Auch fuhr er mit dem Wagen bis 1940 in die Sommerferien nach Cannes. Und selbstverständlich wurde der Wagen in dem Zug mitgeführt, der den Sarg mit dem König am 30. April 1947 zur Beisetzung von Kopenhagen nach Roskilde überführte. Frederik IX. nutzte den Wagen bis 1972 für offizielle Besuche und Ferienreisen in Dänemark und im Ausland. Außerdem diente er ausländischen Gästen bei Staatsbesuchen in Dänemark für Reisen, darunter Kaiser Haile Selassie von Äthiopien 1954 und König Baudouin von Belgien 1966. Auch wurde der Wagen in dem Zug mitgeführt, der den Sarg mit dem König am 24. Januar 1972 zur Beisetzung von Kopenhagen nach Roskilde brachte.
Ab Ende der 1970er Jahre wurde erwogen, das Fahrzeug zu ersetzen. Dafür gab es auch erste Planungen. Allerdings fiel die Entscheidung dann doch zugunsten einer Generalüberholung, die 1983/84 stattfand. Das war sowohl aufgrund der technischen Entwicklung erforderlich als auch wegen des Zustandes der inzwischen fast 50 Jahre alten Innenausstattung. Das Design der neuen Möbelstoffe im Salon wurde nach einem Entwurf von Königin Margarethe gefertigt. Am 31. Mai 1984 kam der frisch renovierte Wagen bei einer Fahrt der Königin nach Glamsbjerg zum ersten Mal wieder zum Einsatz.
1985 feierte die Königinmutter, Königin Ingrid, den 50. Jahrestag ihrer Ankunft in Dänemark. Dazu fuhr sie mit der Königsfamilie in dem Salonwagen von Helsingør nach Gråsten, wo mit Schloss Gråsten eine königliche Residenz liegt. Auch bei ihrer Beerdigung wurde der Wagen am 14. November 2000 in den Sonderzug, der den Sarg nach Roskilde überführte, eingestellt.
Am 14. Dezember 2001 erhielt Königin Margarethe II. einen neuen Salonwagen, der 1987 als Konferenzwagen DSB Ckm 601 von Linke-Hofmann-Busch gebaut wurde. Dieser wurde 1991 in den Büfettwagen DSB WRm 601 umgebaut. 2001 wurde er in der Centralværkstedet København (Cvk Kh) erneut umgebaut, genügte somit den weiter gestiegenen technischen Anforderungen und kann für Geschwindigkeiten bis 200 km/h eingesetzt werden.
Der Salonwagen DSB 1 wurde dem Dänischen Eisenbahnmuseum übergeben. Anlässlich der Übergabe ritzte Königin Margarethe II. in das Fenster ihres ehemaligen Schlafabteils ihren Namen ein.

## Fahrzeug

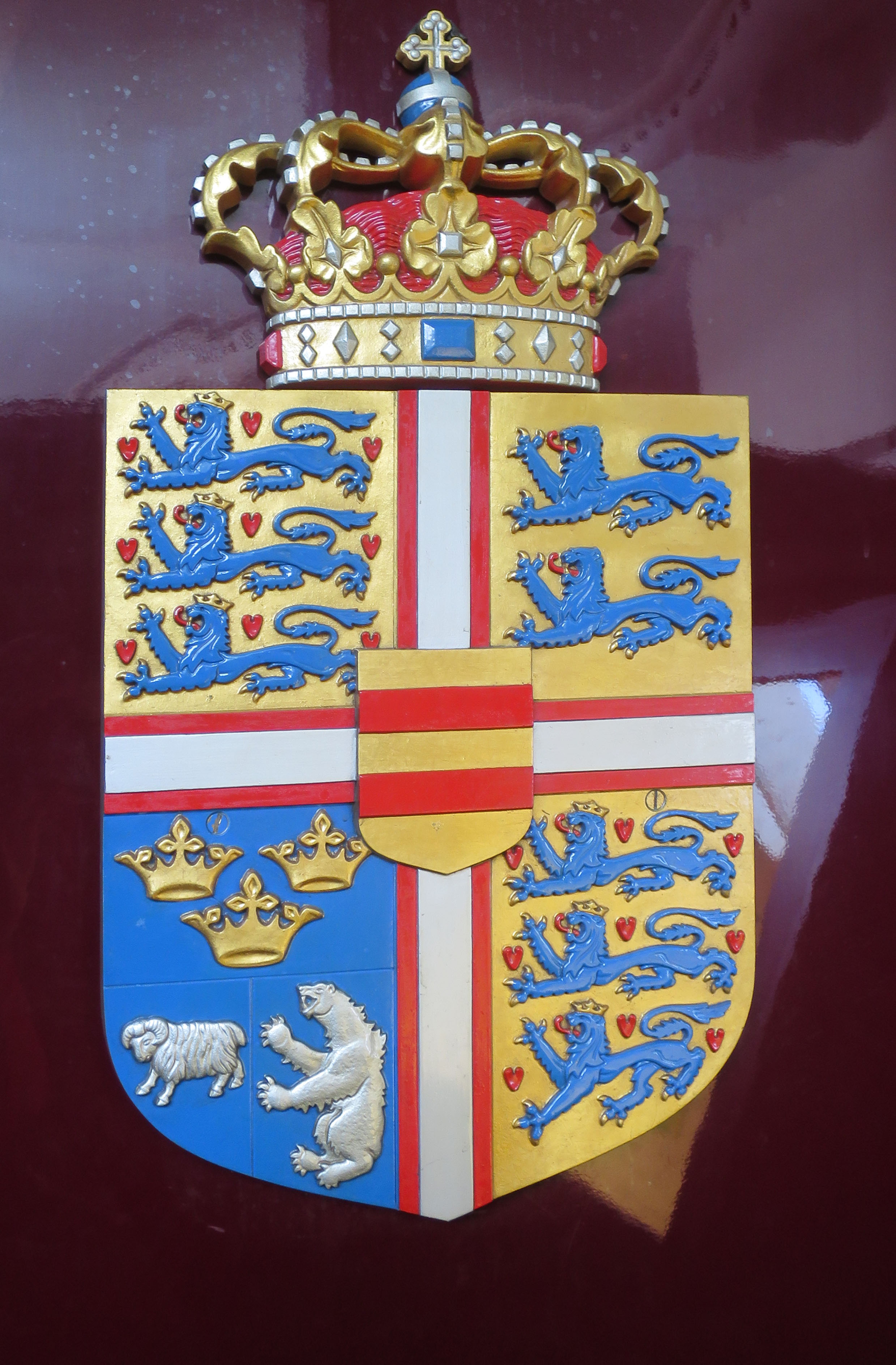
Wappen des dänischen Monarchen

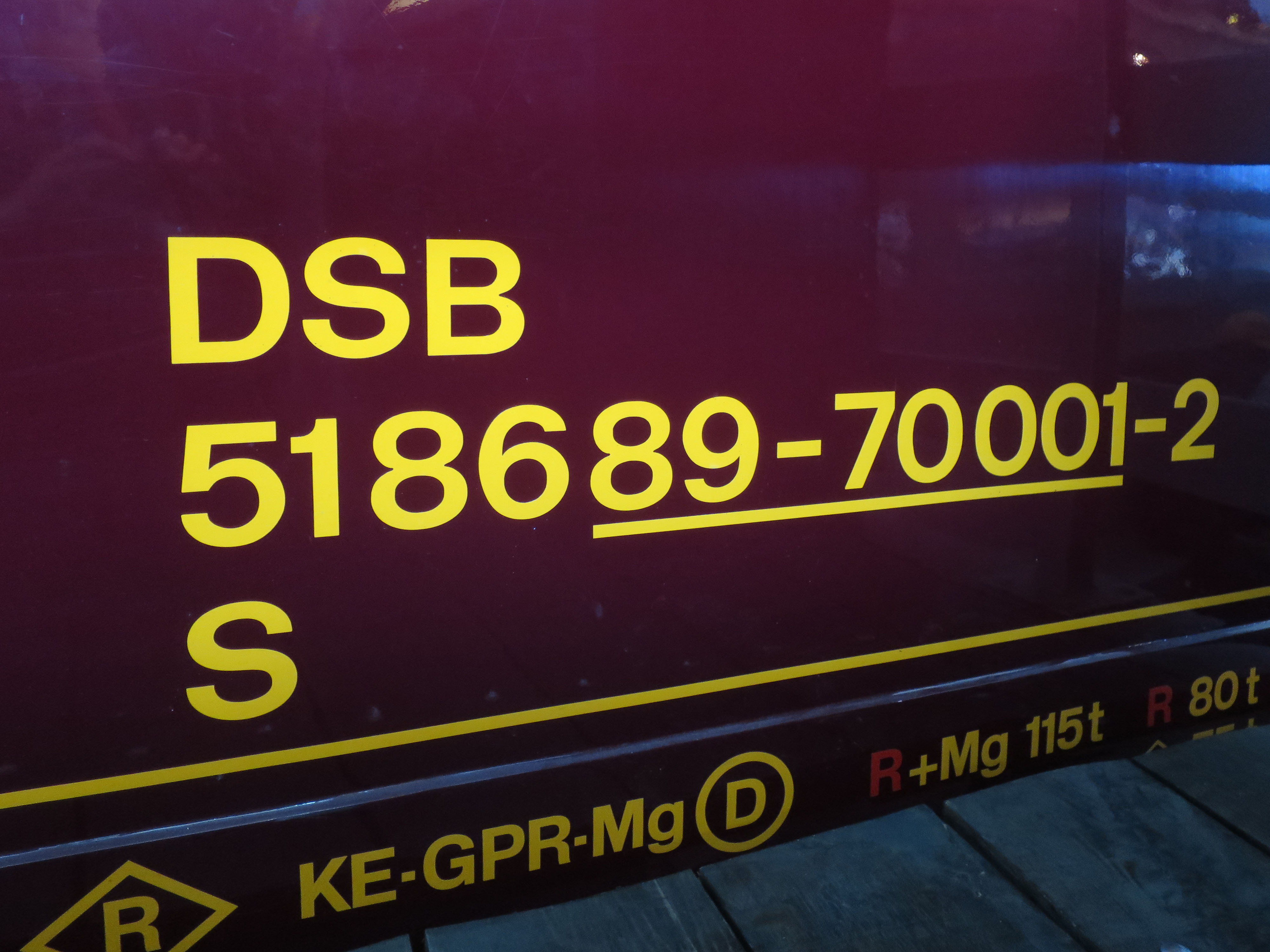
Teil der Wagenaufschrift

Im Unterschied zum Vorgängerfahrzeug ist der Wagen komplett in Stahl ausgeführt. Mit einer Länge von 23,5 m war er 1937 der längste Personenwagen im Wagenpark der DSB. Bei der Sanierung des Fahrzeugs 1983/84 erhielt es auch neue Fahrgestelle, damit anstelle der ursprünglich zugelassenen Höchstgeschwindigkeit von 120 km/h nun 160 km/h möglich waren.
Der Wagen ist bordeaux-rot lackiert, an den Türen sind goldene Kronen angebracht und an den Wagenseiten befand sich ursprünglich ein dänisches und ein isländisches Wappen. Letzteres wurde, nachdem Island Republik 1944 geworden war, nicht mehr verwendet.
An beiden Enden des Wagens befinden sich geschlossene Einstiegsplattformen. Daran schließt sich an einem Ende über zwei Fensterachsen der Salon an, der sich über die ganze Wagenbreite erstreckt. Zu dessen Ausstattung gehört auch ein Radioempfänger. Die übrigen Abteile reihen sich entlang eines Seitengangs. Das sind zunächst die Schlafabteile für den König und die Königin (bzw. die Königin und den Prinzgemahl). Diese teilten sich einen dazwischen liegenden Waschraum mit Toilette, der von einem innenliegenden zweiten Seitengang, der die beiden Schlafabteile verbindet, begleitet wird. An diese Raumgruppe schließen vier Halbabteile in der Ausstattung von Schlafwagenabteilen an. Es folgen ein weiterer Waschraum mit Toilette und daran anschließend eine Gruppe kleinerer Räume für Heizung, Gepäck etc. und dahinter dann der zweite Einstiegsraum.